# بروس ودلي
بروس ودلي (بالإنجليزية: Bruce Woodley)‏ هو كاتب أغاني ومغني وملحن أسترالي، ولد في 25 يوليو 1942 في ملبورن في أستراليا.

## وصلات خارجية
- بروس ودلي على موقع IMDb (الإنجليزية)
- بروس ودلي على موقع ميوزك برينز (الإنجليزية)
- بروس ودلي على موقع ديسكوغز (الإنجليزية)